# Talang Batu (Mesuji Timur)
Talang Batu is een bestuurslaag in het regentschap Mesuji van de provincie Lampung, Indonesië. Talang Batu telt 4783 inwoners (volkstelling 2010).